# سیارک ۱۶۲۱۹
سیارک ۱۶۲۱۹ (به انگلیسی: 16219 Venturelli، نامگذاری:2000DL29) شانزده هزار و دویست و نوزدهمین سیارک کشف شده‌است که در ۲۹ فوریه ۲۰۰۰ کشف شد.
قدر مطلق سیارک برابر ۶.۲ است.